# Václav Smetáček

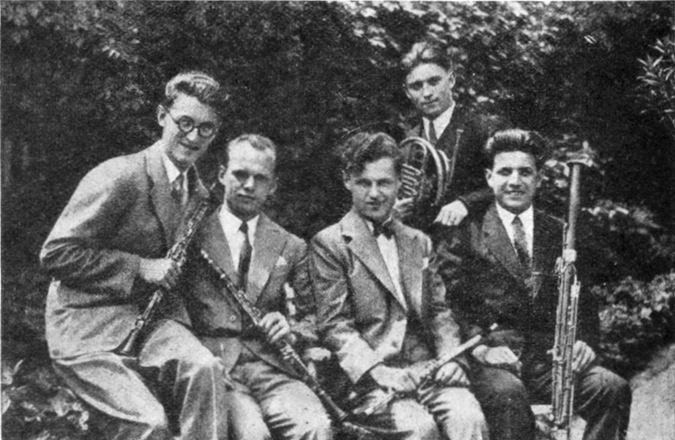
Das Prager Bläserquintett 1931 mit Václav Smetáček an der Oboe

Václav Smetáček (* 30. September 1906 in Brünn; † 18. Februar 1986 in Prag) war ein tschechischer Dirigent, Komponist und Oboist. 
Smetáček studierte ab 1922 am Prager Konservatorium Klavier, Oboe, Musiktheorie und Orchesterleitung. Sein dortiger Oboenlehrer war Ladislav Skuhrovsky. 1928 bis 1932 folgten weitere Studien an der Prager Karlsuniversität. Mit Konservatoriumskollegen gründete er 1928 das Prager Bläserquintett, für das er auch komponierte und arrangierte, und dessen Mitglied er bis 1960 blieb. 
1930 trat Smetáček als Oboist in die Tschechische Philharmonie ein. Nach Ableistung des Militärdienstes arbeitete er von 1934 bis 1943 beim Tschechischen Rundfunk als Dirigent und Musikredakteur. 1942 übernahm er die Leitung der Prager Symphoniker. Als deren Dirigent setzte er sich besonders für slawische Musik und Werke des 20. Jahrhunderts ein, war aber auch Wiederentdecker von Werken wie dem Oboenkonzert op. 37 von Franz Krommer oder Sinfonien von Josef Mysliveček. Auf Auslandsreisen machte er sich auch als Operndirigent einen Namen. Seit 1945 lehrte er zudem als Professor an der Akademie der musischen Künste in Prag. Er wurde auf dem Vyšehrader Friedhof in Prag beigesetzt.

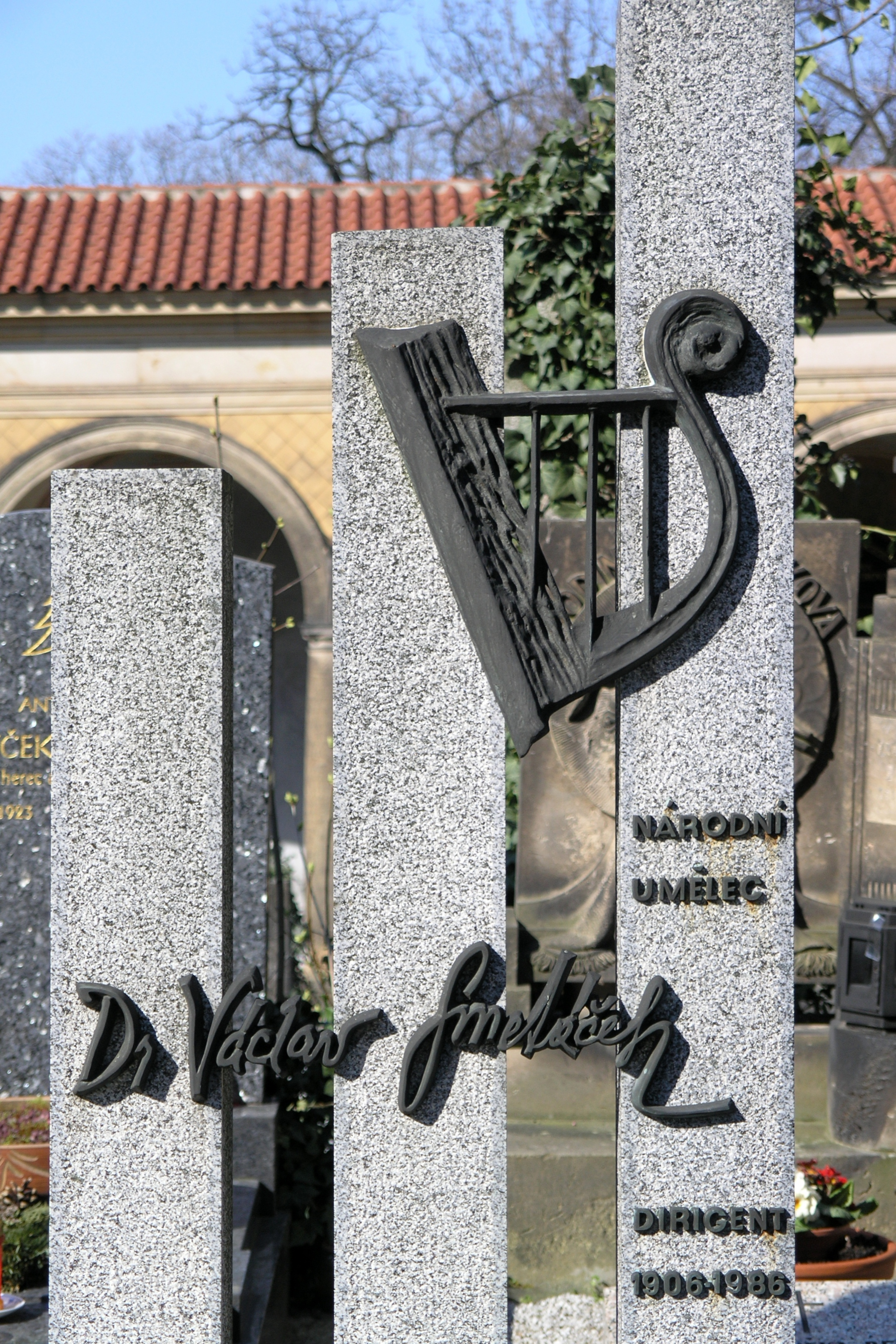
Grabmal von Václav Smetáček

Unter Smetáčeks Kompositionen finden sich insbesondere Etuden und Lehrwerke für Oboe, aber auch Musik für Bläserquintett, etwa die 1932 veröffentlichte Suite Aus dem Leben der Insekten.